# Dev (DJ)
Devin Joseph Jordan "Dev" Griffin (Hackney, Londres, 23 de diciembre de 1984) es un locutor de radio, DJ y actor, más conocido por ser el locutor de varios programas de BBC Radio 1.

## Primeros años
Griffin nació el 23 de diciembre de 1984 en Hackney, Londres, de madre irlandesa y padre jamaicano. Él y su hermana gemela son los más pequeños de cuatro hermanos. Fue educado en The Ravenscroft School y asistió al club de teatro después de la escuela en la Escuela de Teatro Anna Scher, donde conoció a su amigo y futuro coanfitrión Reggie Yates.

## Carrera

### Carrera temprana
Dev comenzó su carrera en la radio en el 2000 a los 16 años en la estación pirata Freek FM, especializada en garaje y jungla. Aquí fue conocido como DJ Devstar y presentado con Yates (quien usó el apodo MC Nobizzi). En 2002, mientras estudiaba en The Ravenscroft School, Griffin consiguió un trabajo copresentando el programa de televisión interactivo para niños Smile (acreditado como DJ Devstar) junto a Yates, Fearne Cotton y Nev the Bear. Seis meses después de la filmación, BBC Radio 1Xtra se le acercó para presentar un programa de sábado por la tarde con Yates. En 2003, Dev dejó Smile para concentrarse en su carrera en la radio.

### Actuación
En 2006, Dev creó y protagonizó la comedia de situación infantil The Crust. Ha actuado en Friday Download: The Movie, como resultado de una larga campaña en el aire para conseguir un papel en el cine B.

### DJ
Dev fue miembro del colectivo de música rebelde y tocaba en lugares de Ayia Napa y Faliraki. Tocó para Kanye West en el Hammersmith Apollo y para Jurassic 5 en el London Astoria. También tocó en los Radio 1 Teen Awards.

### Radio
Griffin se unió a BBC Radio 1Xtra en el lanzamiento en agosto de 2002, donde él y Yates presentaron The Lowdown with Reg and Dev los sábados por la tarde. En agosto de 2004, el espectáculo se trasladó a los sábados por la mañana, y Dev también realizó el espectáculo solo los domingos por la mañana. Yates dejó 1Xtra en diciembre de 2004, dejando a Dev para que presente solo los shows de los sábados y domingos por la mañana. Después de otros cambios de horario en septiembre de 2005, Dev se cambió a los sábados por la tarde donde permaneció hasta 2007, cuando se convirtió en presentador del programa matutino de la semana.
En julio de 2009 se cambió a BBC Radio 1 para participar en un programa de fin de semana por las mañanas. En septiembre de 2009 pasó del puesto de fin de semana para reemplazar a Greg James como presentador del programa de lunes a viernes. En marzo de 2014 dejó el espacio entre semana y regresó al programa de fin de semana, reemplazando a Gemma Cairney. Ha presentado regularmente The Radio 1 Breakfast Show (en reemplazo de Nick Grimshaw), y los programas de Scott Mills y Greg James cuando no pueden estar presentes.

### Televisión
Griffin participó en la serie 17 de Strictly Come Dancing, siendo emparejado con la bailarina profesional Dianne Buswell. Fueron la tercera pareja en ser eliminada de la competencia.

## Filmografía
- Smile (BBC2)
- Bring It On (BBC1)
- The Crust (Darrall Macqueen)
- Emmerdale
- I Bring You Frankincense[7]
- The Bill
- Hollyoaks
- EastEnders